# Heinrich Dressel
Heinrich Dressel (16 de junio de 1845-17 de julio de 1920) fue un arqueólogo alemán, más conocido por varios libros sobre inscripciones latinas, fue el descubridor de la inscripción Duenos, uno de los más antiguos ejemplos existentes del antiguo latín escrito.

## Trabajo
Dressel desarrolló una tipología para la clasificación de ánforas antiguas, sobre la base de su pionera excavación en el Monte Testaccio de Roma.
En 1872 Heinrich Dressel, comienza a excavar el Monte Testaccio. Descubriendo que muchas de  las ánforas conservaban un sello e inscripciones pintadas denominadas "tituli picti".
Fue Dressel el primero en estudiar y descifrar estos datos, así como datar la época de la formación del monte. Descubrió  que la gran mayoría de las ánforas extraídas del monte procedían de la Provincia Baetica, en Hispania, y que estas habían sido usadas para el transporte de aceite de oliva. Sobre la base de los numerosos datos obtenidos a lo largo de sus investigaciones y excavaciones, creó una tabla tipológica de ánforas, agrupándolas  por su forma, siendo esta tabla aún hoy día una referencia de primer orden para todos. 
Los hallazgos de Dressel pusieron al descubierto, entre otras muchas cosas, la base de la economía de mercado de la antigua Roma, contribuyendo con datos nuevos e inéditos al conocimiento de la historia económica del Imperio y sus provincias. Contemporáneo de Dressel, George Bonsor (1855-1930) llevó a cabo estudios y excavaciones en la Bética sobre arqueología en general, donde  también aparecen restos anfóricos, que con el paso del tiempo servirán para renovar el interés de nuevos investigadores, al comprobarse que los datos obtenidos por ambos investigadores podían  estar estrechamente relacionados.